# René Passet
René Passet est un économiste français, né le 28 septembre 1926 à Bègles, spécialiste du développement. Professeur émérite à la Sorbonne, il fut le premier président du conseil scientifique d'ATTAC, avant de céder la place à Dominique Plihon. Il est considéré comme l'un des spécialistes des nouvelles approches dites complexes ou transdisciplinaires.

## Biographie
René Passet est né en 1926 dans la banlieue de Bordeaux. C'est donc à l’Université de Bordeaux qu'il a suivi un cursus classique en économie, qu'il a soutenu sa thèse en économie du développement et qu'il a préparé l’agrégation de sciences économiques en 1958. Sa spécialité l'a conduit à s’intéresser très tôt à la gestion des ressources naturelles, et donc à l’environnement. Une dizaine d'années plus tard, il contribue à introduire une science totalement novatrice à l’époque : la bioéconomie.

## Son rôle dans le courant du « groupe des dix »
Il a contribué dès les débuts du groupe des dix (France), en 1966, sous l'impulsion de Jacques Robin et avec le concours d'Edgar Morin et de Joël de Rosnay, à l'intégration de la théorie des systèmes dans la vision de la société comme un élément de l'écosystème planétaire. Après la dissolution de ce groupe en 1976, il a continué à jouer un rôle important dans le courant de pensée suscité par "la bande" de Jacques Robin, notamment à travers les débats menés dans le cadre du CESTA. Puis, après 1982, il a collaboré avec Henri Atlan et Patrick Viveret aux travaux du Groupe Science-Culture.

## La genèse de la bioéconomie
Selon les mots de René Passet, alors que « la rationalité économique reposait sur la convention d’une nature avare de ses fruits mais elle-même inépuisable, l’humanité se trouve confrontée aux conditions strictement inverses de la destruction de ses ressources naturelles par des productions excessives ». Pour lui, le vivant et son environnement terrestre doivent être appréhendés comme une unité : la biosphère. Incluses dans cette biosphère, les organisations économiques doivent en respecter les lois et les mécanismes régulateurs.
Reprenant pour Télérama ses apports essentiels à la théorie économique, il déclarait : « Comme système, je ne vois rien d’autre que la bioéconomie. Les menaces qui pèsent aujourd’hui sur la biosphère, c’est-à-dire l’ensemble des êtres vivants et des milieux où ils vivent, conditionnent tout le reste. Incluses dans cette biosphère, les organisations économiques doivent en respecter les lois et les mécanismes régulateurs, en particulier les rythmes de reconstitution des ressources renouvelables ».
Il s’inscrit parmi une longue liste d’auteurs[Qui ?], souvent de formation scientifique[pertinence contestée], qui ont été frappés par le caractère économique du concept d’énergie tels que Sergueï Podolinsky, Nicholas Georgescu-Roegen ou encore Ernest Solvay.[non neutre]

## Son implication internationale
René Passet s'est impliqué très tôt avec le groupe des dix dans  les travaux du Club de Rome. Il dirigea notamment la thèse de André Danzin en 1991. Il compte également, avec Edgar Morin, Michel Rocard et Joël de Rosnay parmi les membres fondateurs du Collegium international éthique, politique et scientifique, association qui souhaite apporter « des réponses intelligentes et appropriées qu'attendent les peuples du monde face aux nouveaux défis de notre temps ».

## Publications
- Introduction aux Mathématiques de l'Analyse Economique, (4 volumes) , Editions Cujas, Paris, 1970-1972.
- L'Économique et le vivant, Payot, 1979. (couronné par l'Académie des sciences morales et politiques), 2e édition Economica, 1996 (Numérisation partielle de l'édition de 1996)
- Une Économie de rêve, Calmann Levy, 1995.
- Héritiers du futur : aménagement du territoire, environnement et développement durable, DATAR, 1995.
- L'Économique et le vivant, (nouvelle édition), Economica, 1996 - Biosphère, énergie, information, régulations, différence de l'être et de l'avoir, totalité, décentralisation.
- L’Illusion néo-libérale, Flammarion, coll. « Champs », 2000, 303 p.  (ISBN 2-080-80022-1)
- Éloge du mondialisme par un « anti » présumé, Fayard, 2001.  (ISBN 2-213-60947-0)
- Mondialisation financière et terrorisme : la donne a-t-elle changé depuis le 11 septembre ? avec Jean Liberman, Les Éditions de l'Atelier/Charles Léopold Mayer, coll. « Enjeux Planète », 2002, 176 p.  (ISBN 2-7082-3641-5)
- Sortir de l’économisme (avec Philippe Merlant et Jacques Robin), Éditions de l’Atelier, Ivry-sur-Seine, 2003.
- Les grandes représentations du monde et de l'économie à travers l'histoire : de l'univers magique au tourbillon créateur, Les Liens qui Libèrent, 2010, 958 p.  (ISBN 2-9185-9708-2)
- La bioéconomie de la dernière chance, Les Liens qui Libèrent, 2012, 150 p.  (ISBN 978-2-918597-98-8)